# 나무쌀쥐
나무쌀쥐(Oecomys speciosus)는 비단털쥐과 나무쌀쥐속에 속하는 남아메리카 설치류이다. 사바나나무쌀쥐 또는 베네수엘라나무쌀쥐로도 불린다. 콜롬비아 북동부와 트리니다드 섬을 포함한 대부분의 베네수엘라에서 발견된다. 이차림을 포함하여 열대우림과 열대 건조림, 대상림, 사바나 서식지에서 서식한다.